# Tessenderlo-Ham
Tessenderlo-Ham est une commune néerlandophone de Belgique située en Région flamande dans la province du Limbourg. Elle est formée par la fusion au 1er janvier 2025 des communes de Tessenderlo et Ham. La nouvelle commune compte environ 30 000 habitants.

## Géographie

### Sections de la commune
| # | Section       | Superf. (km²) | Habitants (2020) | Habitants par km² | Code INS |
| - | ------------- | ------------- | ---------------- | ----------------- | -------- |
| 1 | Tessenderlo   | 51,64         | 18.727           | 363               | 71057    |
| 2 | Oostham       | 16,45         | 5.347            | 325               | 71069A   |
| 3 | Kwaadmechelen | 16,34         | 5.628            | 344               | 71069B   |

## Démographie

### Évolution démographique de la commune fusionnée
En tenant compte des anciennes communes entraînées dans la fusion de communes de 2025, on peut dresser l'évolution suivante :
- Source : DGS - Remarque: 1831 jusqu'à 1980=recensement; depuis 1990=nombre d'habitants chaque 1er janvier[2]